# Gorgone roseipila
Gorgone roseipila är en fjärilsart som beskrevs av Achille Guenée 1852. Gorgone roseipila ingår i släktet Gorgone och familjen nattflyn. Inga underarter finns listade i Catalogue of Life.